# بنجامين بي. بيردسال
بنجامين بي. بيردسال هو قاضي ومحامي وسياسي أمريكي، ولد في 26 أكتوبر 1858 في وياويغا في الولايات المتحدة، وتوفي في 26 مايو 1917. نشط حزبياً في الحزب الجمهوري. وقد انتخب عضو مجلس النواب الأمريكي ‏.